# Викос (каньон)
Викос (на гръцки: Βίκος, Φαράγγι του Βίκου) е каньон в Пинд, Северна Гърция. Намира се на южните склонове на планината Тимфи и е с дължина около 20 км и варираща дълбочина между 450 и 1600 м, като ширината му също варира от 400 м до само няколко метра в най-тясната му част.  Викос е записан като най-дълбокия каньон в света в книгата за рекордите на Гинес. 

## Етимология
Името Βίκος произлиза от славянскто викъ с гръцко номинативно окончание -ος.

## Описание
Каньонът се намира в централната зона на националния парк Викос-Аоос, Загори. Започва между селата Монодендри (селото е записано с името Горна махала на близкото село Везица /фигурира под това име от 1321 до 1361 г./ – днес Вица) и Кукули и завършва в близост до село Викос (до 1950 година Вицико, Βετσικό), по което носи името целият каньон. 
През дефилето тече река Викос (Войдоматис) - ляв приток на река Вьоса.